# Подольская, Наталья Юрьевна (гребчиха)
Ната́лья Ю́рьевна Подо́льская (14 октября 1993, Архангельск) — российская гребчиха-байдарочница, выступает за сборную России с 2008 года. Участница летних Олимпийских игр в Лондоне, бронзовая призёрша чемпионата мира, многократная победительница национальных первенств. На соревнованиях представляет Архангельскую область, мастер спорта международного класса.

## Биография
Наталья Подольская родилась 14 октября 1993 года в Никольском районе Вологодской области. Активно заниматься греблей начала в возрасте тринадцати лет, проходит подготовку под руководством тренеров Тяпкова А. Е. и Серебряниковой М. Е. В 2008 году завоевала несколько медалей на внутренних первенствах и вошла в состав сборной команды России. В 2010 году побывала на юношеских Олимпийских играх в Сингапуре, где участвовала в спринте на гладкой воде и в гребном слаломе, однако попасть в число призёров не смогла. Год спустя выиграла серебряную медаль на юниорском чемпионате мира, заняв второе место в гонке одиночных байдарок на дистанции 200 метров, и в той же дисциплине стала чемпионкой Европы среди юниорок. По итогам сезона получила звание мастера спорта международного класса.
В 2012 году Подольская дебютировала на взрослом Кубке мира и благодаря удачному выступлению на отборочных соревнованиях в Познани удостоилась права защищать честь страны на летних Олимпийских играх в Лондоне. С байдаркой-четвёркой, куда также вошли гребчихи Вера Собетова, Юлиана Салахова и Юлия Качалова, сумела попасть в финальную стадию турнира, но в решающей гонке финишировала лишь седьмой. «Если честно, вообще не помню, как что было, но могу сказать, что выложились мы на сто процентов, так что жалеть не о чем».
Начиная с 2013 года, одержав уверенные победы на чемпионате России и Кубке России, Подольская прочно закрепилась в основном составе российской национальной команды и стала принимать участие во всех крупнейших международных турнирах. Так, с двойкой на дистанции 500 метров она выиграла золотую медаль на впервые проведённом молодёжном чемпионате мира в Ниагаре, добыла золото и серебро на летней Универсиаде в Казани — в дисциплинах K-1 200 м и K-4 200 м соответственно. Побывала на взрослом чемпионате мира в немецком Дуйсбурге, где боролась за медали сразу в четырёх дисциплинах, в том числе получила бронзовую награду за участие в эстафете. На европейском первенстве в португальском городе Монтемор-у-Велью прошла в финал на двухсотметровой дистанции с одиночкой и двойкой, а также на полукилометровой дистанции с двойкой, в итоге заняла шестое, четвёртое и седьмое места.
В 2015 году Наталья Подольская завоевала серебро на Европейских играх в Баку и победила на чемпионате России на дистанции 200 метров.
В настоящее время проживает в Архангельске, закончила Московскую государственную академию физической культуры. Выступает за Архангельскую область. В свободное время любит кататься на сноуборде.